# Modena Volley 2017-2018
Questa voce raccoglie le informazioni riguardanti il Modena Volley nelle competizioni ufficiali della stagione 2017-2018.

## Stagione
Nella stagione 2017-18 il Modena Volley assume la denominazione sponsorizzata di Azimut Modena.
Il quarto posto nella regular season della stagione 2016-17 permette alla squadra di giocare la Supercoppa italiana: conquista il terzo posto battendo nella finale la Trentino.
Partecipa per la cinquantesima volta alla Superlega; chiude la regular season di campionato al terzo posto in classifica, qualificandosi per i play-off scudetto, dove arriva alle semifinali, sconfitta dalla Lube.
In Coppa Italia è sconfitta dalla Lube in semifinale.

## Organigramma societario
Area direttiva
- Presidente: Catia Pedrini
- Vicepresidente: Giulia Gabana
- Segreteria generale: Luca Rigolon
- Direttore sportivo: Andrea Sartoretti
- Team manager: Fabio Donadio

Area tecnica
- Allenatore: Radostin Stojčev
- Allenatore in seconda: Dario Simoni
- Scout man: Ivan Contrario
- Responsabile settore giovanile: Giulio Salvioli

Area comunicazione
- Responsabile comunicazione: Pietro Barone
- Addetto stampa: Gian Paolo Maini
- Relazioni esterni: Simona Piccinini

Area marketing
- Responsabile marketing: Simona Piccinini
- Social media manager: Enrico Bertoni
- Area commerciale: Giuseppe Goldoni, Andrea Parenti
- Project manager: Laura Oliviero

Area sanitaria
- Staff medico: Giuseppe Loschi, Davide Luppi, Michel Sabbagh, Lorenzo Segre
- Preparatore atletico: Ezio Bramard
- Fisioterapista: Giovanni Adamo, Francesco Bettalico, Antonio Brogneri, Marianna Morani

## Rosa
| N° | Nome                  | Ruolo | Data di nascita   | Nazionalità sportiva |
| -- | --------------------- | ----- | ----------------- | -------------------- |
| 1  | Bruno de Rezende      | P     | 2 luglio 1986     | Brasile              |
| 2  | Jennings Franciskovic | P     | 10 maggio 1995    | Stati Uniti          |
| 3  | Andrea Argenta        | O     | 1º giugno 1996    | Italia               |
| 4  | Maarten van Garderen  | S     | 24 gennaio 1990   | Paesi Bassi          |
| 6  | Federico Tosi         | L     | 18 settembre 1991 | Italia               |
| 7  | Salvatore Rossini     | L     | 13 luglio 1986    | Italia               |
| 8  | Swan N'Gapeth         | S     | 9 gennaio 1992    | Francia              |
| 9  | Earvin N'Gapeth       | S     | 12 febbraio 1991  | Francia              |
| 10 | Giulio Sabbi          | O     | 10 agosto 1989    | Italia               |
| 11 | Elia Bossi            | C     | 15 agosto 1994    | Italia               |
| 12 | Maxwell Holt          | C     | 12 marzo 1987     | Stati Uniti          |
| 14 | Alberto Marra         | C     | 18 ottobre 1998   | Italia               |
| 15 | Giulio Pinali         | O     | 2 aprile 1997     | Italia               |
| 16 | Čono Penčev           | P     | 11 dicembre 1994  | Bulgaria             |
| 17 | Tine Urnaut           | S     | 3 settembre 1988  | Slovenia             |
| 18 | Daniele Mazzone       | C     | 4 giugno 1992     | Italia               |

## Mercato
| Acquisti | Acquisti              | Acquisti           | Acquisti      |
| R.       | Nome                  | da                 | Modalità      |
| -------- | --------------------- | ------------------ | ------------- |
| O        | Andrea Argenta        | Potentino          | definitivo    |
| C        | Elia Bossi            | Porto Robur Costa  | fine prestito |
| P        | Bruno de Rezende      | Sesi               | definitivo    |
| P        | Jennings Franciskovic | Hawaii             | definitivo    |
| C        | Daniele Mazzone       | Trentino           | definitivo    |
| P        | Čono Penčev           | Īraklīs Salonicco  | definitivo    |
| O        | Giulio Sabbi          | Molfetta           | definitivo    |
| L        | Federico Tosi         | Sir Safety Perugia | definitivo    |
| S        | Tine Urnaut           | Trentino           | definitivo    |
| S        | Maarten van Garderen  | Porto Robur Costa  | definitivo    |

| Acquisti | Acquisti        | Acquisti           | Acquisti   |
| R.       | Nome            | da                 | Modalità   |
| -------- | --------------- | ------------------ | ---------- |
| C        | Kévin Le Roux   | Dinamo Mosca       | definitivo |
| S        | Jacopo Massari  | Callipo            | definitivo |
| O        | Samuel Onwuelo  | Tricolore          | prestito   |
| P        | Santiago Orduna | Porto Robur Costa  | definitivo |
| S        | Nemanja Petrić  | Halkbank           | definitivo |
| C        | Matteo Piano    | Powervolley Milano | prestito   |
| P        | Nicola Salsi    | Club Italia        | prestito   |
| P        | Dragan Travica  | Padova             | definitivo |
| O        | Luca Vettori    | Trentino           | definitivo |

## Risultati

### Superlega

#### Girone di andata
| 1ª giornata - 15 ottobre 2017 PalaPanini, Modena                      | Modena             | 3 - 0 | Materdomini        | 25-16, 25-15, 26-24               |
| 2ª giornata - 22 ottobre 2017 Palasport Città di Frosinone, Frosinone | Argos              | 0 - 3 | Modena             | 22-25, 23-25, 22-25               |
| 3ª giornata - 25 ottobre 2017 PalaPanini, Modena                      | Modena             | 3 - 0 | Milano             | 25-22, 25-14, 25-19               |
| 4ª giornata - 29 ottobre 2017 PalaPanini, Modena                      | Modena             | 3 - 0 | Piacenza           | 25-15, 25-19, 25-23               |
| 5ª giornata - 1 novembre 2017 PalaOlimpia, Verona                     | BluVolley Verona   | 1 - 3 | Modena             | 25-23, 18-25, 21-25, 20-25        |
| 6ª giornata - 5 novembre 2017 PalaPanini, Modena                      | Modena             | 1 - 3 | Lube               | 25-21, 19-25, 23-25, 21-25        |
| 7ª giornata - 12 novembre 2017 PalaBianchini, Latina                  | Top Volley Latina  | 1 - 3 | Modena             | 24-26, 25-22, 32-34, 16-25        |
| 8ª giornata - 19 novembre 2017 PalaPanini, Modena                     | Modena             | 3 - 2 | Powervolley Milano | 25-19, 21-25, 25-21, 26-28, 15-11 |
| 9ª giornata - 26 novembre 2017 PalaValentia, Vibo Valentia            | Callipo            | 0 - 3 | Modena             | 21-25, 23-25, 22-25               |
| 10ª giornata - 3 dicembre 2017 PalaTrento, Trento                     | Trentino           | 3 - 2 | Modena             | 22-25, 28-26, 23-25, 27-25, 15-11 |
| 11ª giornata - 10 dicembre 2017 PalaPanini, Modena                    | Modena             | 3 - 0 | Porto Robur Costa  | 25-21, 25-19, 25-18               |
| 12ª giornata - 17 dicembre 2017 PalaEvangelisti, Perugia              | Sir Safety Perugia | 0 - 3 | Modena             | 22-25, 23-25, 21-25               |
| 13ª giornata - 26 dicembre 2017 PalaPanini, Modena                    | Modena             | 1 - 3 | Padova             | 21-25, 25-27, 25-21, 16-25        |

#### Girone di ritorno
| 14ª giornata - 30 dicembre 2017 PalaFlorio, Bari                 | Materdomini        | 0 - 3 | Modena             | 21-25, 18-25, 28-30               |
| 15ª giornata - 4 gennaio 2018 PalaPanini, Modena                 | Modena             | 3 - 1 | Argos              | 25-27, 25-15, 25-20, 25-20        |
| 16ª giornata - 7 gennaio 2018 Palazzetto dello Sport, Monza      | Milano             | 2 - 3 | Modena             | 18-25, 25-18, 19-25, 25-22, 13-15 |
| 17ª giornata - 10 gennaio 2018 PalaBanca, Piacenza               | Piacenza           | 3 - 2 | Modena             | 29-27, 17-25, 23-25, 25-23, 15-12 |
| 18ª giornata - 14 gennaio 2018 PalaPanini, Modena                | Modena             | 3 - 0 | BluVolley Verona   | 25-21, 25-20, 25-15               |
| 19ª giornata - 21 gennaio 2018 PalaCivitanova, Civitanova Marche | Lube               | 0 - 3 | Modena             | 23-25, 21-25, 19-25               |
| 20ª giornata - 4 febbraio 2018 PalaPanini, Modena                | Modena             | 3 - 0 | Top Volley Latina  | 28-26, 25-17, 28-26               |
| 21ª giornata - 7 febbraio 2018 PalaPiantanida, Busto Arsizio     | Powervolley Milano | 3 - 2 | Modena             | 22-25, 25-16, 23-25, 25-16, 20-18 |
| 22ª giornata - 11 febbraio 2018 PalaPanini, Modena               | Modena             | 3 - 2 | Callipo            | 29-31, 20-25, 25-14, 25-21, 17-15 |
| 23ª giornata - 18 febbraio 2018 PalaPanini, Modena               | Modena             | 2 - 3 | Trentino           | 28-26, 26-28, 22-25, 25-17, 13-15 |
| 24ª giornata - 21 febbraio 2018 PalaDeAndré, Ravenna             | Porto Robur Costa  | 0 - 3 | Modena             | 18-25, 27-29, 19-25               |
| 25ª giornata - 25 febbraio 2018 PalaPanini, Modena               | Modena             | 3 - 2 | Sir Safety Perugia | 21-25, 25-20, 25-20, 21-25, 15-13 |
| 26ª giornata - 4 marzo 2018 PalaSanLazzaro, Padova               | Padova             | 1 - 3 | Modena             | 21-25, 26-24, 24-26, 23-25        |

#### Play-off scudetto
| Quarti di finale (gara 1) - 11 marzo 2018 PalaPanini, Modena            | Modena             | 3 - 2 | Powervolley Milano | 26-24, 25-27, 25-19, 21-25, 15-12 |
| Quarti di finale (gara 2) - 18 marzo 2018 PalaPiantanida, Busto Arsizio | Powervolley Milano | 1 - 3 | Modena             | 27-25, 21-25, 19-25, 19-25        |
| Semifinali (gara 1) - 28 marzo 2018 PalaCivitanova, Civitanova Marche   | Lube               | 3 - 2 | Modena             | 25-22, 21-25, 25-16, 21-25, 15-13 |
| Semifinali (gara 2) - 1 aprile 2018 PalaPanini, Modena                  | Modena             | 3 - 1 | Lube               | 25-16, 29-27, 22-25, 25-23        |
| Semifinali (gara 3) - 8 aprile 2018 PalaCivitanova, Civitanova Marche   | Lube               | 3 - 2 | Modena             | 27-25, 33-35, 25-16, 22-25, 21-19 |
| Semifinali (gara 4) - 15 aprile 2018 PalaPanini, Modena                 | Modena             | 1 - 3 | Lube               | 19-25, 25-19, 20-25, 28-30        |

### Coppa Italia
| Quarti di finale - 19 ottobre 2017 PalaPanini, Modena | Modena | 3 - 0 | BluVolley Verona | 25-20, 25-9, 25-23         |
| Semifinali - 27 gennaio 2018 PalaFlorio, Bari         | Lube   | 3 - 1 | Modena           | 17-25, 26-24, 25-21, 25-21 |

### Supercoppa italiana
| Semifinali - 7 ottobre 2017 PalaCivitanova, Civitanova Marche      | Lube     | 3 - 1 | Modena | 16-25, 25-19, 25-23, 25-22 |
| Finale 3º posto - 8 ottobre 2017 PalaCivitanova, Civitanova Marche | Trentino | 1 - 3 | Modena | 20-25, 24-26, 25-23, 30-32 |

## Statistiche

### Statistiche di squadra
| Competizione        | Punti | In casa | In casa | In casa | In trasferta | In trasferta | In trasferta | Totale | Totale | Totale |
| Competizione        | Punti | G       | V       | P       | G            | V            | P            | G      | V      | P      |
| ------------------- | ----- | ------- | ------- | ------- | ------------ | ------------ | ------------ | ------ | ------ | ------ |
| Superlega           | 60    | 16      | 13      | 3       | 16           | 11           | 5            | 32     | 24     | 8      |
| Coppa Italia        | -     | 1       | 1       | 0       | -            | -            | -            | 2      | 1      | 1      |
| Supercoppa italiana | -     | -       | -       | -       | -            | -            | -            | 2      | 1      | 1      |
| Totale              | -     | 17      | 14      | 3       | 16           | 11           | 5            | 34     | 26     | 10     |

G = partite giocate; V = partite vinte; P = partite perse

### Statistiche dei giocatori
| Giocatore       | Superlega | Superlega | Superlega | Superlega | Superlega | Coppa Italia | Coppa Italia | Coppa Italia | Coppa Italia | Coppa Italia | Supercoppa italiana | Supercoppa italiana | Supercoppa italiana | Supercoppa italiana | Supercoppa italiana | Totale | Totale | Totale | Totale | Totale |
| Giocatore       | P         | PT        | AV        | MV        | BV        | P            | PT           | AV           | MV           | BV           | P                   | PT                  | AV                  | MV                  | BV                  | P      | PT     | AV     | MV     | BV     |
| --------------- | --------- | --------- | --------- | --------- | --------- | ------------ | ------------ | ------------ | ------------ | ------------ | ------------------- | ------------------- | ------------------- | ------------------- | ------------------- | ------ | ------ | ------ | ------ | ------ |
| A. Argenta      | 18        | 104       | 91        | 12        | 1         | 1            | 9            | 8            | 1            | 0            | 2                   | 0                   | 0                   | 0                   | 0                   | 21     | 113    | 100    | 13     | 1      |
| E. Bossi        | 22        | 64        | 48        | 12        | 4         | 0            | 0            | 0            | 0            | 0            | 0                   | 0                   | 0                   | 0                   | 0                   | 22     | 64     | 48     | 12     | 4      |
| B. de Rezende   | 32        | 63        | 29        | 22        | 12        | 2            | 1            | 1            | 0            | 0            | 2                   | 4                   | 1                   | 2                   | 1                   | 36     | 68     | 31     | 24     | 13     |
| J. Franciskovic | 6         | 1         | 0         | 1         | 0         | 1            | 0            | 0            | 0            | 0            | 1                   | 0                   | 0                   | 0                   | 0                   | 6      | 1      | 0      | 1      | 0      |
| M. Holt         | 31        | 248       | 163       | 50        | 35        | 2            | 19           | 12           | 4            | 3            | 2                   | 13                  | 9                   | 3                   | 1                   | 35     | 280    | 184    | 57     | 39     |
| A. Marra        | 3         | 0         | 0         | 0         | 0         | 0            | 0            | 0            | 0            | 0            | 0                   | 0                   | 0                   | 0                   | 0                   | 3      | 0      | 0      | 0      | 0      |
| D. Mazzone      | 27        | 223       | 154       | 51        | 18        | 2            | 14           | 8            | 4            | 2            | 2                   | 13                  | 10                  | 2                   | 1                   | 29     | 250    | 172    | 57     | 21     |
| E. N'Gapeth     | 30        | 529       | 433       | 42        | 54        | 2            | 32           | 27           | 3            | 2            | 2                   | 38                  | 33                  | 3                   | 2                   | 36     | 599    | 493    | 48     | 58     |
| S. N'Gapeth     | 15        | 34        | 31        | 2         | 1         | 1            | 0            | 0            | 0            | 0            | 0                   | 0                   | 0                   | 0                   | 0                   | 16     | 34     | 31     | 2      | 1      |
| Č. Penčev       | 3         | 0         | 0         | 0         | 0         | 0            | 0            | 0            | 0            | 0            | 0                   | 0                   | 0                   | 0                   | 0                   | 3      | 0      | 0      | 0      | 0      |
| G. Pinali       | 14        | 38        | 33        | 4         | 1         | 1            | 1            | 0            | 0            | 0            | 0                   | 0                   | 0                   | 0                   | 0                   | 15     | 39     | 33     | 4      | 1      |
| S. Rossini      | 32        | 0         | 0         | 0         | 0         | 0            | 2            | 0            | 0            | 0            | 2                   | 0                   | 0                   | 0                   | 0                   | 36     | 0      | 0      | 0      | 0      |
| G. Sabbi        | 21        | 265       | 208       | 34        | 23        | 2            | 16           | 11           | 2            | 3            | 2                   | 39                  | 28                  | 5                   | 6                   | 25     | 320    | 237    | 41     | 32     |
| F. Tosi         | 12        | 0         | 0         | 0         | 0         | 0            | 0            | 0            | 0            | 0            | 2                   | 0                   | 0                   | 0                   | 0                   | 14     | 0      | 0      | 0      | 0      |
| T. Urnaut       | 29        | 410       | 352       | 33        | 25        | 2            | 18           | 15           | 3            | 0            | 2                   | 22                  | 18                  | 2                   | 2                   | 33     | 450    | 385    | 38     | 27     |
| M. van Garderen | 17        | 111       | 90        | 10        | 11        | 1            | 0            | 0            | 0            | 0            | 1                   | 1                   | 1                   | 0                   | 0                   | 19     | 112    | 91     | 10     | 11     |

P = presenze; PT = punti totali; AV = attacchi vincenti; MV = muri vincenti; BV = battute vincenti